# Доне-Конювце
Доне-Конювце (серб. Доње Коњувце) — населённый пункт в общине Бойник Ябланичского округа Сербии.

## Население
Согласно переписи населения 2002 года, в селе проживало 520 человек (495 сербов, 24 цыгана и 1 хорват).
| Численность населения | Численность населения | Численность населения | Численность населения | Численность населения | Численность населения | Численность населения | Численность населения |
| 1948                  | 1953                  | 1961                  | 1971                  | 1981                  | 1991                  | 2002                  | 2011                  |
| --------------------- | --------------------- | --------------------- | --------------------- | --------------------- | --------------------- | --------------------- | --------------------- |
| 1017                  | 899                   | 755                   | 687                   | 712                   | 614                   | 520                   | 470                   |

## Религия
Согласно церковно-административному делению Сербской православной церкви, село относится к Бойницкому (Придворицкому) приходу Ябланичского архиерейского наместничества Нишской епархии. В селе расположен храм Святых Апостолов Петра и Павла.